# H2AFB2
H2AFB2 (англ. H2A histone family member B3) – білок, який кодується однойменним геном, розташованим у людей на X-хромосомі. Довжина поліпептидного ланцюга білка становить 115 амінокислот, а молекулярна маса — 12 713.
| 10         |  | 20         |  | 30         |  | 40         |  | 50         |
| ---------- |  | ---------- |  | ---------- |  | ---------- |  | ---------- |
| MPRRRRRRGS |  | SGAGGRGRTC |  | SRTVRAELSF |  | SVSQVERSLR |  | EGHYAQRLSR |
| TAPVYLAAVI |  | EYLTAKVLEL |  | AGNEAQNSGE |  | RNITPLLLDM |  | VVHNDRLLST |
| LFNTTTISQV |  | APGED      |  |            |  |            |  |            |

A: Аланін

C: Цистеїн

D: Аспарагінова кислота

E: Глутамінова кислота

F: Фенілаланін

G: Гліцин

H: Гістидин

I: Ізолейцин

K: Лізин

L: Лейцин

M: Метіонін

N: Аспарагін

P: Пролін

Q: Глутамін

R: Аргінін

S: Серин

T: Треонін

V: Валін

Задіяний у такому біологічному процесі, як процесинг мРНК. 
Білок має сайт для зв'язування з ДНК. 
Локалізований у ядрі, хромосомах.